# 山崎和賀流
山崎 和賀流（やまさき わがる、1938年〈昭和13年〉11月27日 - 1974年〈昭和49年〉3月16日）は、日本の俳人。本名は孝。

## 経歴
岩手県和賀郡湯田村（現西和賀町）湯本の山崎菓子舗の跡取り息子として生まれる。村立湯本中学校卒業。湯本には天の川吟社があり、同会会員の国語教師の高橋北羊によって俳句を教えられた。1957年に家業を継ぐ一方で、及川あまき主宰の北上俳句会と夏草に入会。1962年（昭和37年）生涯の師となる大野林火主宰の俳誌「濱」に入会。1970年（昭和45年）「濱賞」受賞。1973年（昭和48年）「奥羽山系」にて第19回角川俳句賞受賞。35歳で急逝。
和賀流が俳句の世界に入ったきっかけのひとつは、明治期に正岡子規が北上から湯本温泉に宿泊して翌日下前から秋田に抜けた際に数々に俳句を残していったことに感銘を受けたという事がある。季語を肌で感じやすい土地であるがゆえに珠玉の俳人・山崎和賀流が誕生したとも言われている。「屋根にまで犬の来てゐる雪卸」などの句を残している。短い人生ではあったが珠玉の俳人として地元湯本温泉では親しまれている。
1977年（昭和52年）3月、浜叢書第65篇として句集『奥羽山系』（和賀流句集刊行会）が刊行される。 